# Pius VIII.
Pius VIII., vlastním jménem Francesco Saverio Castiglioni, (20. listopadu 1761 Cingoli – 30. listopadu 1830 Kvirinálský palác) byl papežem katolické církve od 31. března 1829 až do své smrti.

## Životopis
Pius VIII. vystudoval teologii a práva. V roce 1800 se stal biskupem v Monaku. V roce 1816 byl povýšen na kardinála a stal se biskupem v Ceseně, v roce 1821 se pak stal biskupem ve Frascati. Od svého zvolení papežem až do své smrti měl velmi chatrné zdraví. Za doby svého pontifikátu pokračoval v kurzu svého předchůdce, vydal kupříkladu encykliku Traditi humilitati odsuzující karbonáře.